# Julia Prescott
Julia Prescott est une scénariste et actrice américaine née le 6 avril 1988 à North Hollywood en Californie.

## Filmographie

### Scénariste

#### Les Simpson
| Année | Titre                    | Titre original           | Saison | Épisode | Réalisateur       |
| ----- | ------------------------ | ------------------------ | ------ | ------- | ----------------- |
| 2020  | Simpson Horror Show XXXI | Treehouse of Horror XXXI | 32     | 4       | Steven Dean Moore |

#### Autres
- 2011-2012 : Mad : 7 épisodes
- 2012 : The Aquabats! Super Show! : 6 épisodes
- 2013 : Fetch Quest
- 2016 : Little Big Awesome
- 2016 : I Ship It : 3 épisodes
- 2016 : Future-Worm! : 1 épisode
- 2016-2017 : Screen Junkies Roasts : 3 épisodes
- 2017 : F*cked Up Film Club
- 2017 : Hanazuki: Full of Treasures : 4 épisodes
- 2017 : My Little Pony: Equestria Girls – Choose Your Own Ending
- 2018 : Townies : 6 épisodes
- 2018 : Littlest Petshop : Un monde à nous ! : 1 épisode
- 2019 : Les Pérégrinations d'Archibald : 5 épisodes

### Actrice
- 2012 : The Aquablats! Super Show! : Gina et Preppy Golfer (2 épisodes)
- 2014 : AwesomenessTV : la bibliothécaire (1 épisode)
- 2014-2016 : OMG! : Mavis et la bibliothécaire (2 épisodes)
- 2016 : The 4th : la fêtarde
- 2016 : Mr. Pickles : la serveuse (1 épisode)
- 2016 : Pitch Off with Doug Benson : l'invitée (1 épisode)
- 2016 : Screen Junkies Roasts : J. K. Rowling et Carol (2 épisodes)
- 2017 : Rad Lands : Fresh Song Lame Mom (1 épisode)
- 2017 : Comedy Emulator (1 épisode)